# Йохан Ернст (Насау-Вайлбург)
Йохан Ернст фон Насау-Вайлбург (на немски: Johann Ernst von Nassau-Weilburg; * 13 юни 1664, Вайлбург; † 27 февруари 1719, Хайделберг) е покнязен граф на Насау-Вайлбург (1675 – 1719) и императорски генерал-фелдмаршал.

## Биография
Той е най-възрастният син на граф Фридрих фон Насау-Вайлбург (1640 – 1675) и съпругата му графиня Кристиана Елизабет фон Сайн-Витгенщайн-Хомбург (1646 – 1678), дъщеря на граф Ернст фон Сайн-Витгенщайн-Хомбург (1599 – 1649) и графиня Кристина фон Валдек-Вилдунген (1614 – 1679).
Когато баща му умира от падане от кон през 1675 г., Йохан Ернст е на 11 години и наследява, заедно с брат си Фридрих Лудвиг (* 1665; † 1684), графството Насау-Вайлбург. Неговият опекун е Йохан фон Насау-Идщайн († 1677) и след това Йохан Лудвиг фон Насау-Отвайлер (1625 – 1690) и братята отиват в Отвайлер.
През юли 1679 г. Йохан Ернст започва да следва в университета в Тюбинген. От 1681 до 1682 г. той е в двора на френския крал Луи XIV в дворец Версай. След смъртта на брат му Фридрих Лудвиг през 1684 по време на обсадата на Офен (днес част от Будапеща), Йохан Ернст управлява сам.
През 1688 г. валрамската линия на Дом Насау на десния бряг на Рейн (Насау-Вайлбург, Насау-Идщайн и Насау-Узинген) получават отново княжеската титла от император Леополд I. Той не иска да плати и не взема княжеската титла.
През 1684 г. Йохан Ернст започва да служи като полковник-лейтенант в ландграфа на Хесен-Касел. През 1691 г. става генерал-майор. През септември 1696 г. се мести на служба на Курфюрство Пфалц като генерал на Горнохеския имперски окръг. През 1697 г. той е губернатор на пфалцския резиденция-град Дюселдорф. През 1702 г. става фелдмаршал на Курпфалц. През 1706 г. се оттегля от активната военна служба и става велик дворцов майстер на курфюрста на Пфалц. През 1716 г. той се връща във Вайлбург.
Йохан Ернст започва да сече фалшиви монети. Йохан Вилхелм фон Пфалц го дава на съд, но Йохан Ернст плаща 5000 гулдена и не се стига до процес.
Умира през 1719 г. по време на бани в Хайделберг. Управлението поема вторият му син Карл Август.

## Фамилия
Йохан Ернст се жени на 3 април 1683 г., още под опекунство, за графиня Мария Поликсена фон Лайнинген-Дагсбург-Харденбург (* 7 февруари 1662, Хартенбург; † 22 април 1725, Кирххаймболанден), дъщеря на граф Фридрих Емих фон Лайнинген-Дагсбург-Харденбург и графиня Сибила фон Валдек-Вилдунген. С женитбата завършва опекунството му. Те имат децата:
- Фридрих Лудвиг (1683 – 1703), наследствен принц на Насау-Вайлбург, убит в битката при Шпайербах
- Карл Август (1685 – 1753), женен 1723 г. за принцеса Августа Фридерика фон Насау-Идщайн (1699 – 1750), дъщеря на княз Георг Август Самуел фон Насау-Идщайн
- Мария Поликсена (1686 – 1687)
- Йохана Луиза (1687 – 1688)
- Карл Ернст (1689 – 1708)
- Хайнрих Лудвиг (1690 – 1691)
- Магдалена Хенриета фон Насау-Вайлбург (1691 – 1725), омъжена за княз Фридрих Вилхелм фон Золмс-Браунфелс (1696 – 1761)
- Албертина Христина Луиза (1693 – 1748)
- дъщеря (*/† 1694)